# Michel Alcan
Michel Alcan (Donnelay, 1801 — Paris, 1877) foi um engenheiro e político judeu francês.
Em sua juventude seus méritos como engenheiro mecânico foram reconhecidos pela "Society of the Friends of Labor", que o premiou com sua medalha de prata. Em Paris participou dos eventos políticos ligados com as revoluções de 1830 e 1848. Neste ano foi eleito para a Assembleia Nacional Francesa, e votou com o partido político avançado denominado "A Montanha". Após sua carreira política reassumiu seu estudos e obteve a graduação de engenheiro na École centrale. Em 1845 foi indicado professor da arte de fiação e tecelagem no Conservatoire des Arts et Métiers, posto que manteve até morrer. Em 1859 foi eleito membro do consistório judaico de Paris; em 1867, foi membro do Consistório Central no lugar de Salomon Munk.

## Publicações selecionadas
- Essai sur l'Industrie des Matières Textiles, 1847; 2ª Ed. 1859
- La Fabrication des Étoffes, Traité Complet de la Filature du Coton, 1864
- Traité du Travail des Laines, 1866
- Traité du Travail des Laines Peignées, 1873

Este artigo incorpora texto da Enciclopédia Judaica (Jewish Encyclopedia) (em inglês) de 1901–1906, uma publicação agora em domínio público.
1. ↑  Un portrait de lui plus âgé peut être vu sur Gallica à la BNF.